# OP Большой Медведицы
OP Большой Медведицы (лат. OP Ursae Majoris) — одиночная переменная звезда в созвездии Большой Медведицы на расстоянии (вычисленном из значения параллакса) приблизительно 18670 световых лет (около 5724 парсеков) от Солнца. Видимая звёздная величина звезды — от +10,1m до +9,75m.

## Характеристики
OP Большой Медведицы — пульсирующая медленная неправильная переменная звезда (LB).